# Napraforgók (Van Gogh festményei)

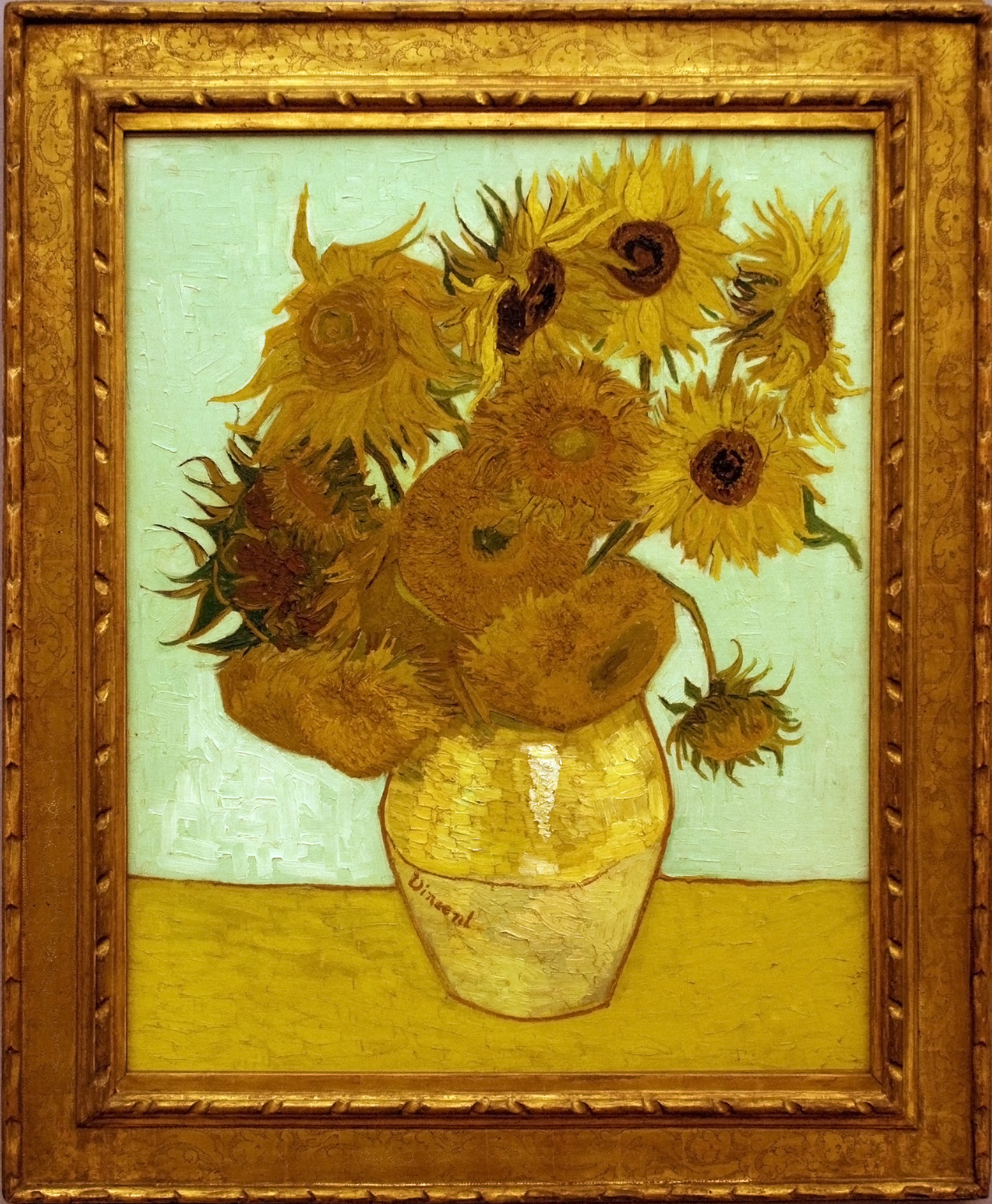
Váza tizenkét napraforgóval (Neue Pinakothek)

A napraforgók Vincent van Gogh holland festő egyik kedvenc témája volt. Két sorozat csendéletet is festett ezekről a virágokról.
1887-ben Párizsban festette az első napraforgós képeket, ezeken a virágok a földön fekszenek. Barátjának, Paul Gauguinnek nagyon tetszettek ezek az alkotásai, és kettőt is megkapott belőlük. Körülbelül nyolc hónappal később Van Gogh arra készült, hogy immár Arles-ben látja vendégül barátját, és itt a számára előkészített vendégszobát újabb napraforgó-festményekkel kívánta feldíszíteni. Ekkor készültek a második sorozat képei.
Később, Gauguin elutazása után Van Gogh egy triptichont tervezett, amelynek két napraforgós képe alkotta volna a két szárnyát, és a Berceuse lett volna a középső eleme. Ezeket a festményeket be is mutatta 1890-ben brüsszeli kiállításán.
Ahogy maga Van Gogh is számított rá, a napraforgós képek - önarcképei mellett - a művész máig leghíresebb alkotásai lettek. 1901 óta nem volt olyan retrospektív kiállítás Van Gogh képeiből, amely mellőzte volna ezt a témát. Sikerüket mutatja, hogy számtalan hamisítvány, másolat is készült róluk, az eredetiek pedig rekordárakat értek el az aukciókon.

## Galéria

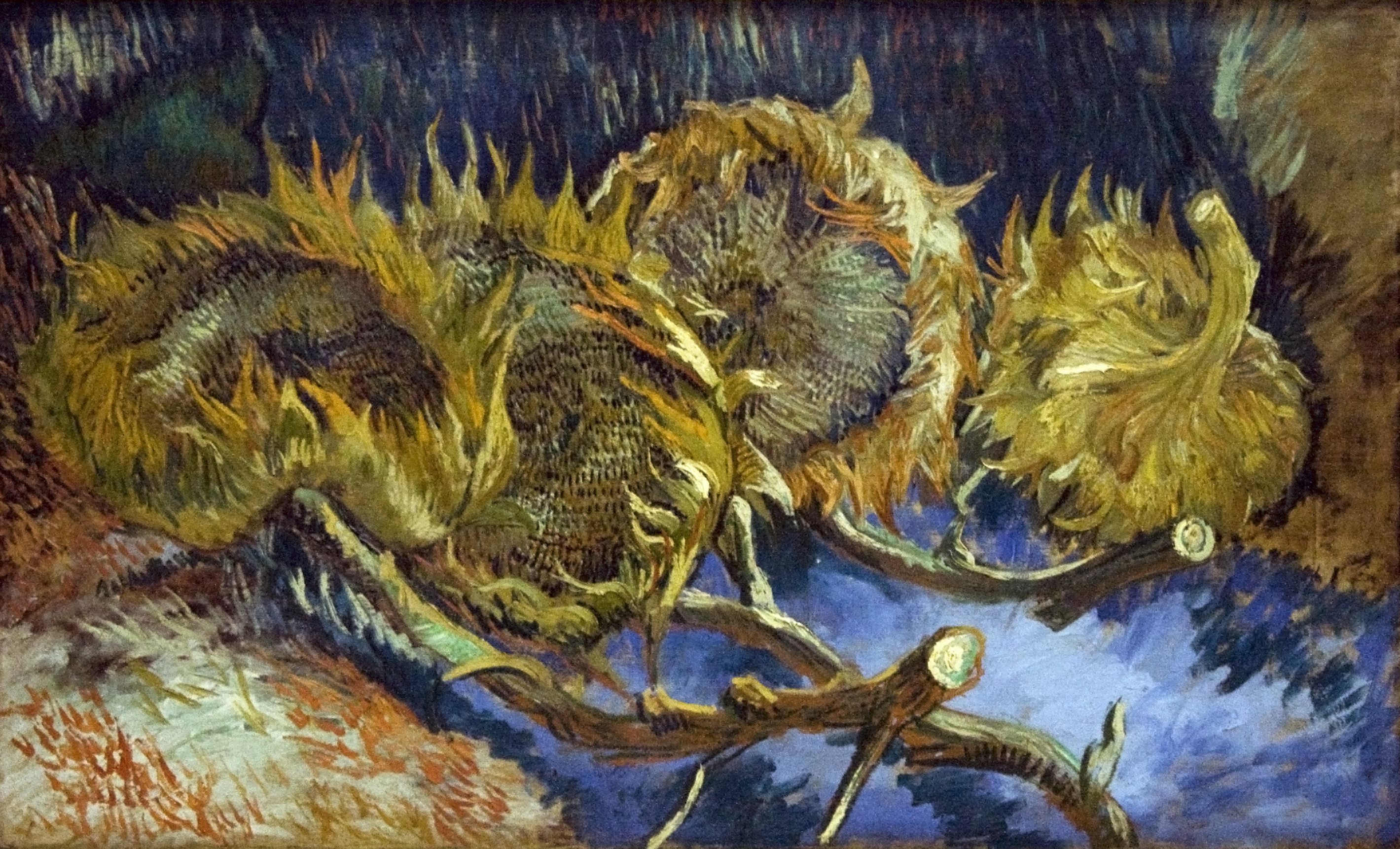
Négy elvirágzott napraforgó (Párizs, 1887 - Kröller-Müller Múzeum, Otterlo, Hollandia)
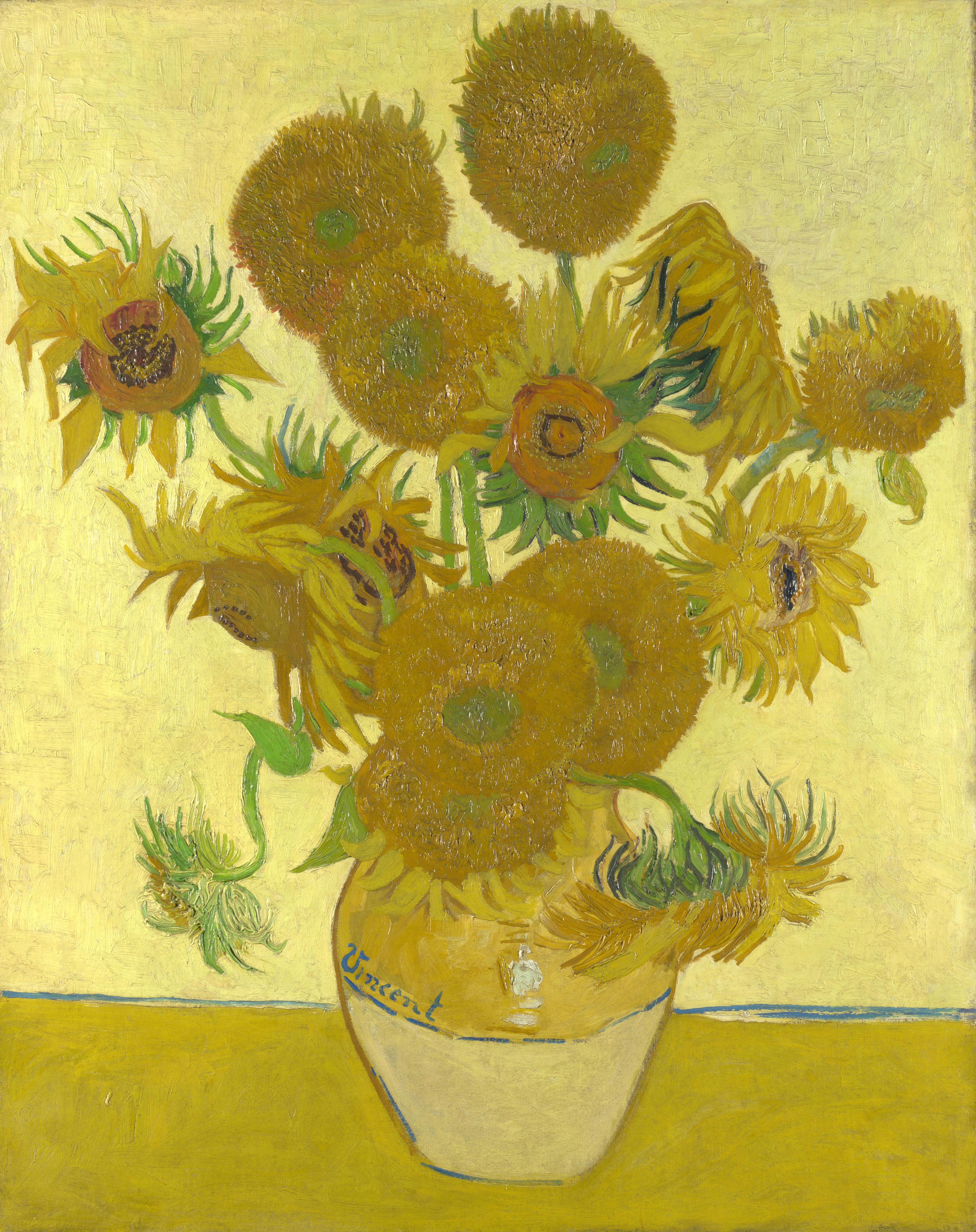
Váza tizenöt napraforgóval (Arles, 1888. augusztus – National Gallery, London)
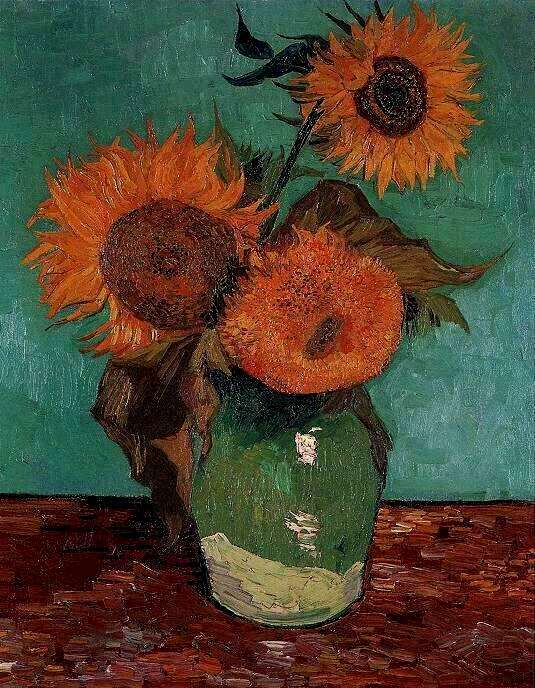
Váza három napraforgóval (Arles, 1888. augusztus – Magángyűjtemény, Egyesült Államok)
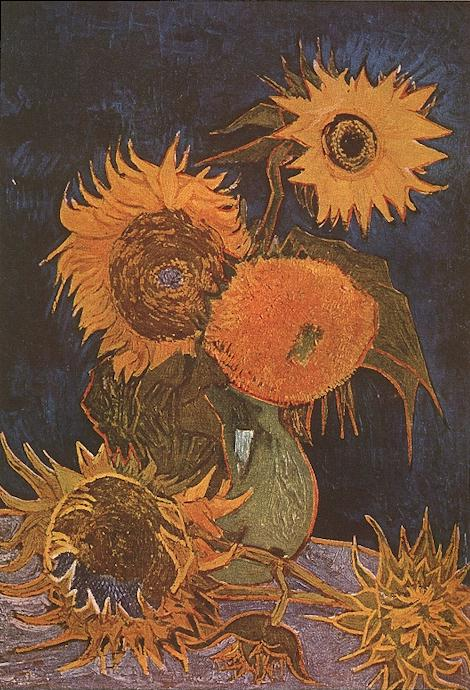
Váza öt narpaforgóval (Arles, 1888. augusztus – megsemmisült a második világháborúban)
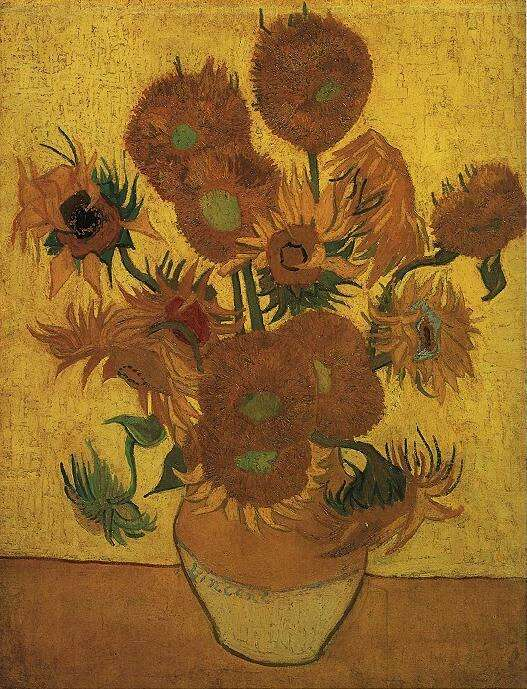
Váza tizenöt napraforgóval (Arles, 1889. január). (Van Gogh Múzeum, Amszterdam)
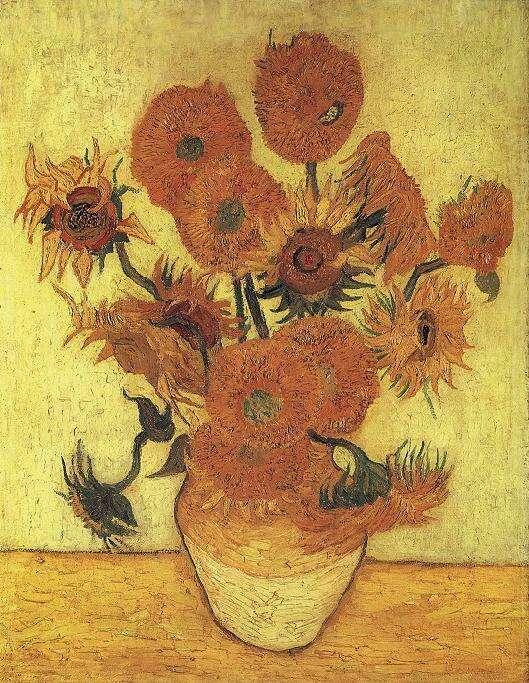
Váza tizenöt napraforgóval (Arles, 1889. január – Sompo Művészeti Múzeum, Tokió)
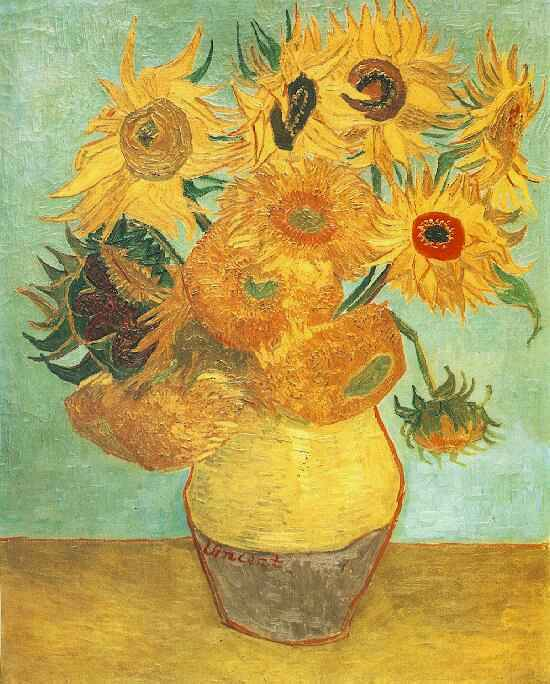
Váza tizenkét napraforgóval (Arles, 1889. január – Philadelphia Museum of Art, Egyesült Államok)